# Norton Radstock
Norton Radstock is een plaats en voorheen ook een civil parish in het bestuurlijke gebied Bath and North East Somerset. De plaats telt 21.325 inwoners.